# Zолушка
«Zолушка» — российская романтическая комедия 2012 года режиссёра Антона Борматова.
Сюжет фильма представляет собой современную версию одноимённой сказки Шарля Перро.
Картина создана компанией «Среда» при поддержке Первого канала; прокатчиком выступила компания «Централ Партнершип».
В широкий прокат фильм вышел 14 февраля 2012 года; премьера на Первом канале состоялась 2 января 2013 года.

## Сюжет
Няня (Нонна Гришаева) рассказывает маленькой девочке на ночь сказку о том, как одна юная девушка, Маша Крапивина (Кристина Асмус), приезжает в Москву из Липецка и, поступив в институт, устраивается горничной в богатую семью. Там ей приходится угождать хозяйке Людмиле (Маргарита Бычкова) и её двум дочерям: Полине (Елизавета Боярская) и Ксении (Анна Шерлинг).
Между тем, эта служанка влюблена в певца Алексея Королевича (Артём Ткаченко) и, узнав о том, что хозяйская семья отправляется на закрытую вечеринку с его участием, Маша готова пойти на всё, чтобы увидеть своего кумира.
Ей на помощь приходит родная тётя Агния Бордо (Нонна Гришаева) — главный редактор издания «Желтый PRESS». Она готова предоставить ей приглашение, но с условием выполнить одно журналистское задание.

## В ролях
- Кристина Асмус — Маша Крапивина «Золушка»
- Никита Ефремов — Паша, арт-директор ночного клуба
- Артём Ткаченко — Алексей Королевич (Принц)
- Нонна Гришаева — Фея / Агния Бордо
- Маргарита Исайкова — девочка
- Юрий Стоянов — Виктор Павлович Чугайнов, нефтяной магнат
- Елизавета Боярская — сестрица Полина
- Анна Шерлинг — сестрица Ксения
- Сергей Бурунов — продюсер Борис Маркович
- Маргарита Бычкова — мачеха Людмила, владелица мусорного бизнеса
- Виталий Гребенников — Яков
- Александр Цекало — муж Агнии
- Семён Стругачёв — Михаил Левицкий
- Андрей Свиридов — Эдуардыч, работник ночного клуба

Камео 
- Николай Басков
- Сергей Лазарев
- Владислав Топалов
- Сати Казанова
- Ирина Тонева
- Александра Савельева
- Катя Ли
- Виктория Лопырёва
- Дмитрий Шепелев
- Ая
- Дим
- Александр Бердников
- Дмитрий Пакуличев
- Виктория Дайнеко
- Виктория Боня

## Съёмочная группа
- Режиссёр-постановщик: Антон Борматов (в титрах указан как Сергей Иванов)
- Авторы сценария:
  - Дмитрий Зверьков
  - Максим Туханин
- Оператор-постановщик: Илья Дёмин
- Композитор: Константин Меладзе
- Продюсеры:
  - Александр Цекало
  - Руслан Сорокин
  - Константин Эрнст

## Прокат
Прокатчиком фильма в России выступила компания Централ Партнершип. Релиз приурочен ко дню Святого Валентина, и превью-сеансы вместе с широким прокатом состоялись 14 февраля 2012 года. Планировалось, что картина выйдет в количестве 800 копий в формате 35 мм и 2D.
Информационную поддержку проекту оказали «Первый канал», Авторадио, портал Cosmo.ru и журнал StarHit.
За первую неделю проката картина собрала 64 млн рублей на 647 копиях. Во вторую неделю проката, сборы фильма сократились на 44 %, и составили 36 млн рублей.

## Награды
- В 2013 году фильм получил премию «Жорж» в номинации «Российская актриса года» (Кристина Асмус).